# Атаксија-телеангиектатика
Атаксија-телеангиектазија је ретко обољење које се преноси аутозомно рецесивно. Карактерише се променама на кожи, неуролошким поремећајима, поремећајима имунитета (имунодефицијенција) и раном појавом разних тумора.
Учесталост болести је око 1 оболео на 30.000 рођених.

## Симптоми
Прво се појављују неуролошки симптоми, најчешће у узрасту од 2 године старости.
Од неуролошких симптома јављају се:
- атаксија, поготову су покрети главе и очију атаксични
- хореа и атетоза
- миоклонија-спонтане контракције мишића као код епилепсије

Прогресијом ових симптома пацијенту је кретање све више несигурније и ограниченије, па после неколико година не може самостално да се креће.
Симптоми на кожи се појављују нешто касније, обично око 5. године. Ради се о:
- телеангиектазијама (проширења крвних судова)

Прво се јављају на конјунктивама ока, потом лицу, ушима, екстремитетима...
- кожа и слузокоже су суве (ксероза)
- Хипопигментација и хиперпигментације коже, витилиго, флеке боје беле кафе
- коса почиње прерано да седи
- фотофобија...

Поремећаји имунитета јављају се као поремећаји хуморалног и целуларног имунитета.
- Услед ослабљеног имунитета јављају се честе инфекције респираторних путева и коже

Појава тумора
Најчешћи су:
- лимфоми и
- леукемија

## Узрок
Узрок ове болести је мутација гена на хромозому 11 сегмент q22.
Ради се о поремећају у механизму репарације ДНК молекула, тако да се грешке које настају спонтано у процесу репликације ДНК не исправљају, већ се нагомилавају.

## Друге болести изазване грешкама у репарацији ДНК
- Кокејнов синдром
- Ксеродерма пигментозум (енгл. Xeroderma pigmentosum)
- Блумов синдром
- Фанконијева анемија (енгл. Fanconi Anemia)
- Триходистрофија (енгл. Trichothiodystrophy (TTD))